# Baggensgatan 27

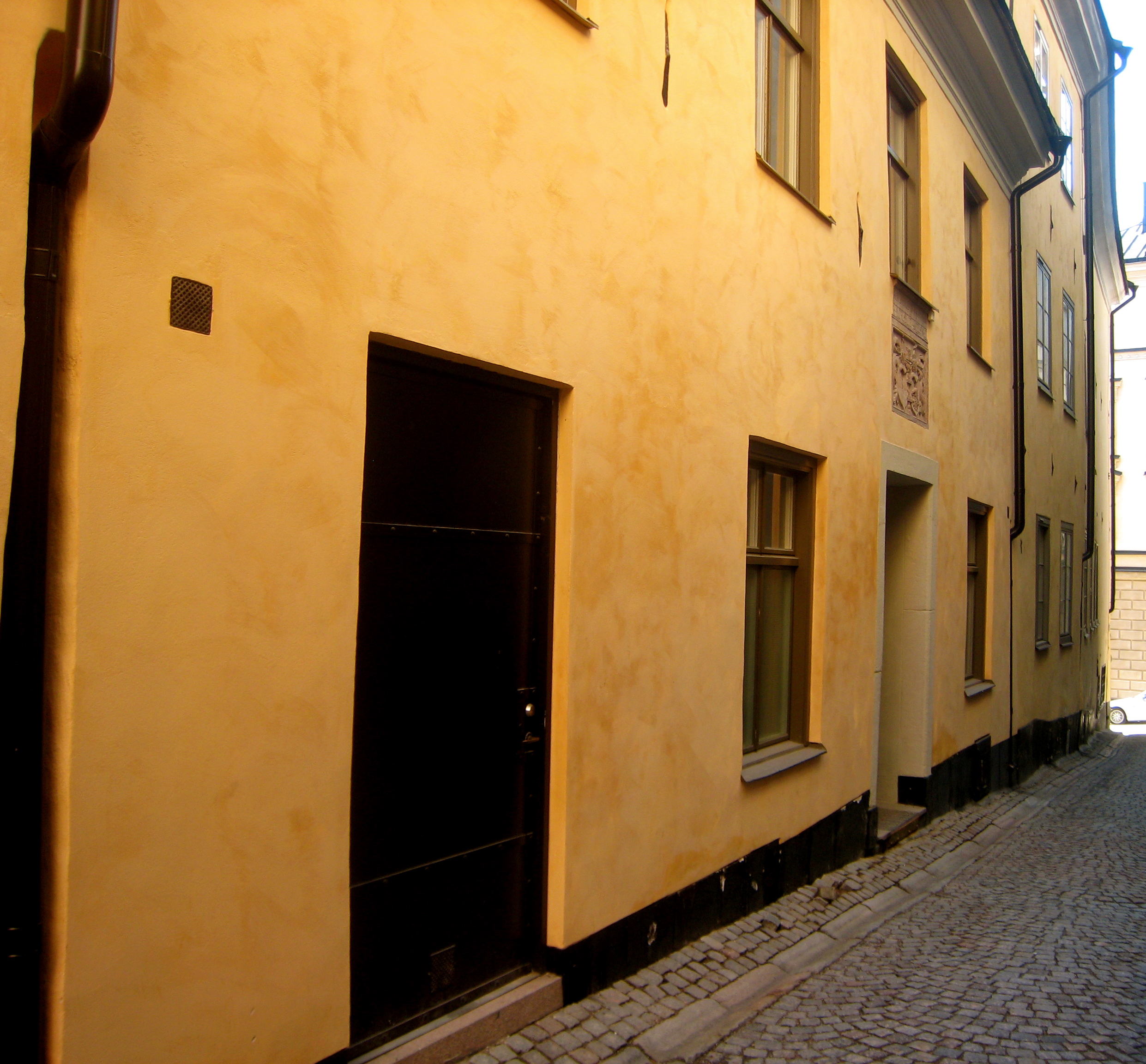
Huset sett från Baggensgatan.

Huset på Baggensgatan 27, fram till slutet av 1600-talet även kallat Papistekyrkan, på Baggensgatan i Gamla stan är troligen Stockholms äldsta bevarade bostadshus.

## 1300-talet
Sannolikt är detta det hus som kung Magnus Eriksson (1316-1374) lät bygga 1336 till Johanniterna och som han befallde dem att inrätta ett härbärge och ett slags värdshus för pilgrimer och vandrande munkar i.

## 1400-talet
Det finns noterat att huset den 3 augusti 1467 testamenterades till Vadstena kloster av Gertrud Hansdotter.
Följande ord i Messenii rimkrönika, som syftar på indragningarna av klostrens och kyrkornas egendomar ger klara hänvisningar att Vadstena kloster varit ägare:                                                                
»Ägorna togh kungen sig af,
något fast han åt androm gaf;
i byn på samma sätt tilgår,
Hendrich Thor Borg til skenkz får
thet hws Wastena klåster frå,
som Anders Kett i wår tidh få
månne af Hendrichz släckt för gull.»
Enligt de numera förkomna tänkeböckerna fanns i registret en Henrik Torbons. Enligt en annan uppgift så köptes huset av klostret och kallades sedan för Bernt Taskemakares hus. 

## 1500-talet

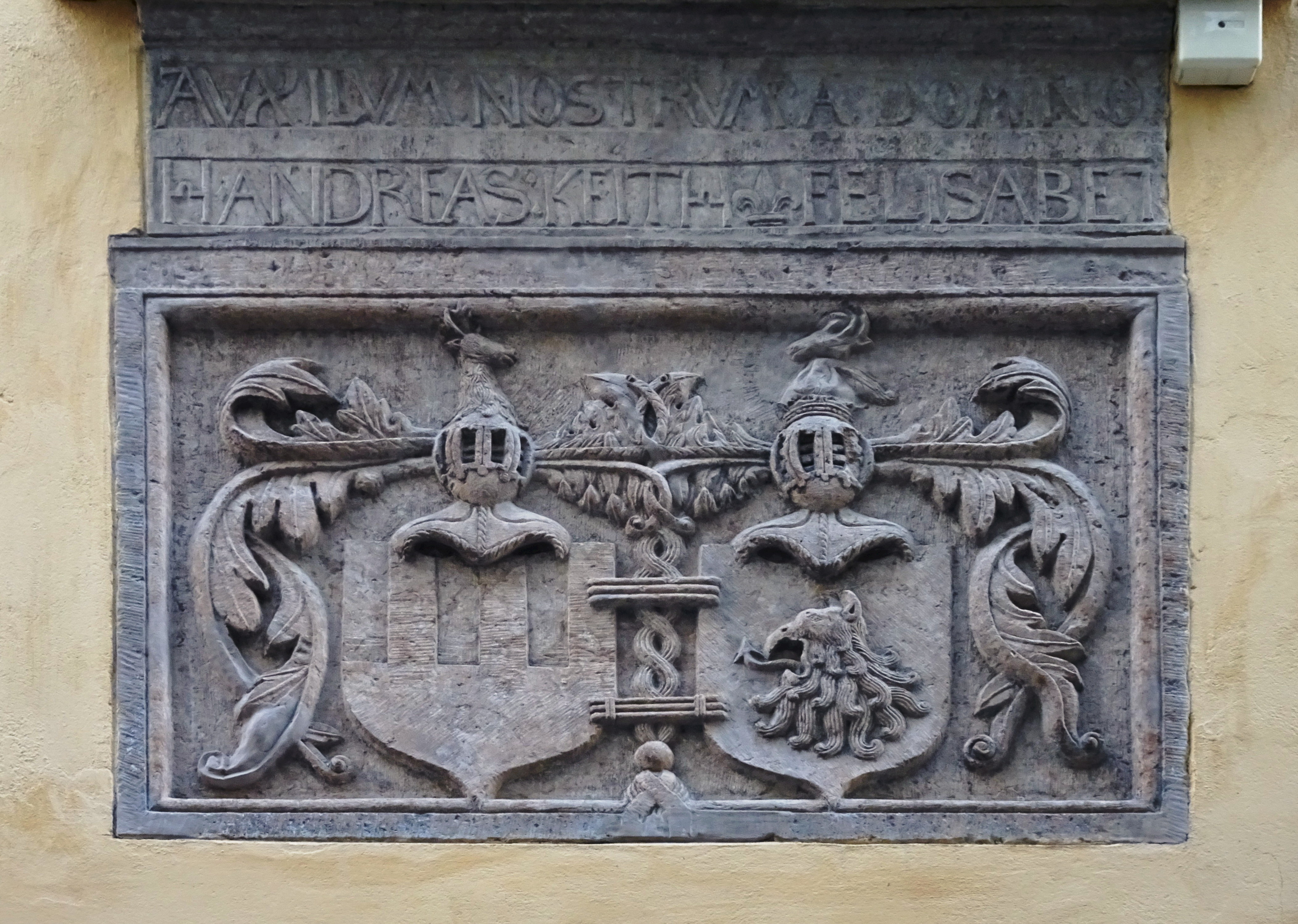
Anders Keiths och Elisabet Birgersdotters Grips vapen

En uppgift säger att Vadstena Kloster upphörde som ägare 1527.

1550 började en annan typ av ankarslutar att användas, än de som sitter på huset, vilka är av den allra äldsta sorten, gjutna i ett stycke.

### Anders Keith och Elisabeth Birgerdotter Grips tid
Enligt stadens tänkebok upplät Simon Nilsson den 18 januari 1578 huset till den skotske adelsmannen och riddaren Anders Keith, Johan III:s gunstling och senare gift med friherrinnan Elisabeth Birgersdotter Grip. Deras vapen finns fortfarande kvar på en stenhuggen vapensköld, ovanför porten på Baggensgatan som bär följande inskrift: 
"Avxilivm nostrum a Domino", vilket betyder: Vår hjälp af Gud.
Stenen som tidigare satt över Österlånggatsporten bär årtalet 1598. Det är tänkbart att årtalet och de latinska orden, som ju lämpligen kan vara anbragta på ett gudshus, inhuggits efter Keiths död då huset användes som kyrka.
Huset sades då vara beläget mellan Johan Bärndes' och Henrik Schiitz' änkas, hustru Marianas, hus. Det torde haft ingång såväl åt Österlånggatan som åt Baggensgatan, men ingången åt Österlånggatan var då mera att anse som en vattenport, för möjligen gick stadsmuren alldeles intill husets baksida.

### Papistekyrkan
Huset ser i dag inte på något sätt ut som en kyrka, och har aldrig heller varit det i egentlig bemärkelse, men gudstjänster har verkligen hållits där, och det sägs att det under Sigismunds tid var tillhåll för katolska gudsmän. I folkspråket uppkom därför uttrycket "kyrka", på samma sätt som många ställen i landsorten fått binamnet "kloster" bara för att ett flertal präster varit bosatta där.
Då kung Sigismund återvände från Uppsala efter sin kröning köpte han huset 1594 och lät där hålla katolsk gudstjänst. En katolsk präst, en avfälling, som hette Andreas Olai förestod denna tillfälliga kyrka. Han blev tillsatt av kung Sigismund som predikant i det hus som avsatts för katolikernas religionsutövning i Stockholm 1594.
Det anförs i rimkrönikan, att en katolsk präst skulle bosätta sig i staden för att kunna hålla katolska gudstjänster. Troligen härstammar de höga tegelvalven som vilar på granitväggar, på bottenvåningen mot Österlånggatan från denna tid. Även husets murverk härstammar troligen från den här perioden.
Kung Sigismund ska ha skänkt huset till jesuiterna, som höll katolsk gudstjänst, härav namnet "Papistekyrkan". Denna uppgift bekräftas även av rimkrönikan, där det heter om Sigismund:
»Slåtzkyrkia han catholisk präst
befalte, en annan thär näst
på Dråtningholm, tredie will
i staden bo, kiöpte thär til
Anders Ketz hws siu tusen för
gyllen och thär i kyrkia gör
Catoliskom; Ketten hade
af Hendrich Torborg, som en sade,
kiöpt thetta hws, honom thet gaf
konungh Göstaf, som togh det af
Wadstena klåster, igen så
monne the catholske thet få.»
I stadens tänkebok för 1595 (Fol. 248) finns antecknat om huset, att kyrkoherden Erik Schepperus begärde, att borgmästare och råd måtte "låta igenlåsa herr Anders Keiths hus, der den påwiske Prästen håller sin gudstienst". Härtill svarades, att "magistraten skulle tillskrifva Kung, Maj:t för att ödmjukligen begära, att H. K. Maj:t ville sådant afskaffa och samme präst hädankalla".

## 1600-talet

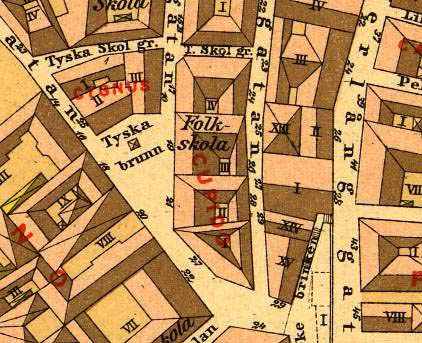
Alfred Rudolf Lundgrens karta från 1885. Enligt Stadsmuseet byggs det lilla huset söder om Baggensgatan 27 (som är märkt XIV) ihop med Frälsningsarméns hus 1877. (Enligt texten till kartan skulle det skett på 1700-talet).

Från början av 1600-talet finns inga omnämnanden om huset i krönikorna, men i början av 1620-talet verkar det som det ännu skulle ha tillhört Kronan, för det donerades 15 januari 1624 till dåvarande ståthållaren, sedermera riksrådet och riksmarskalken Axel Banér, vars arvingar vid reduktionen måste redogöra för åtkomsten. 
Efter Banérs död 1642 kom Papistekyrkan som arv till hans dotter, Kristina Dorotea Banér, och hennes man, översten friherre Erik Leijonhufvud. Efter Erik Leijonhufvuds död såldes det donerade huset till murmästaren Kasper Friedrich, som 28 februari 1670 fick stadens fastebrev på köpet. Kasper Friedrich var inte ägare särskilt länge utan redan tre år senare sålde han den till vinhandlaren Johan Schurman, som i sin tur fick fastebrev 1 oktober 1673. Inte heller Johan Schurman blev ägare speciellt länge. Nytt fastebrev utfärdades 29 mars 1679 för vinhandlaren Kasper Robberts från Westfalen. I Kasper Robberts' fastebrev bär huset ännu namnet "den så kallade Papistiske kyrkan".
Vid sin död ärvdes Kasper Robberts av handelsmannen och vinskänken Diedrik Wittvogel, som, när han själv avled 20 april 1694, innehade såväl detta hus som en hel del andra gårdar och lägenheter i Stockholm, där han utom nämnda hus ägde ett större stenhus vid Tyska Brunnsplan, ett hus på Hornsgatan, en fjärdedel av ett hus, som kallades Förgyllda lejonet, en stenbod "under Galgberget", ett trähus på Hornsgatan, en väderkvarn med tomt på Götgatan, en tomt vid Packartorget (nu Norrmalmstorg) samt en åbyggnad på Djurgården kallad "Stärkelsebruket". Han var sålunda en väl besutten borgare i staden och ärvdes av sin änka, Regina Magdalena Polchow, och två döttrar.
Sedan reduktionskommissionen vänt sig till Wittvogels arvingar för att få upplysning om deras rätt till huset och frågan senare utretts, fick de 7 september 1699 resolution att tills vidare få behålla det, men dock skulle Axel Banérs rättsinnehavare (som tydligen ännu efter 40 år ansåg sig kunna ha anspråk på huset) till kronan betala lösen, enligt värdering av borgmästare och råd. Regina Magdalena Polchow, som själv avled först 16 december 1719, ingick två år efter mannens död nytt gifte. Hennes senare man, sekreteraren Johan Schmidt, en bror till den år 1692 adlade medicine doktorn, assessor Joakim Schmidt, ägde såväl Papistekyrkan som det större huset vid Tyska brunn.

## 1700-talet
Den gamla byggnadens senare öden kan bäst studeras i stadens tomtböcker; dock kan man utläsa, att efter Johan Schmidt såldes det 25 juli 1723 på auktion och köptes av handelsmannen Simon Fredrik Küsel. Kusels barn och mågar sålde det 2 april 1743 till handelsmannen Lars Kåhre, som fick fastebrev på det samma år den 19 december. Hans änka och de omyndiga barnen avträdde huset 11 juni 1754 till kryddkrämaren Samuel Fredrik Nordman.

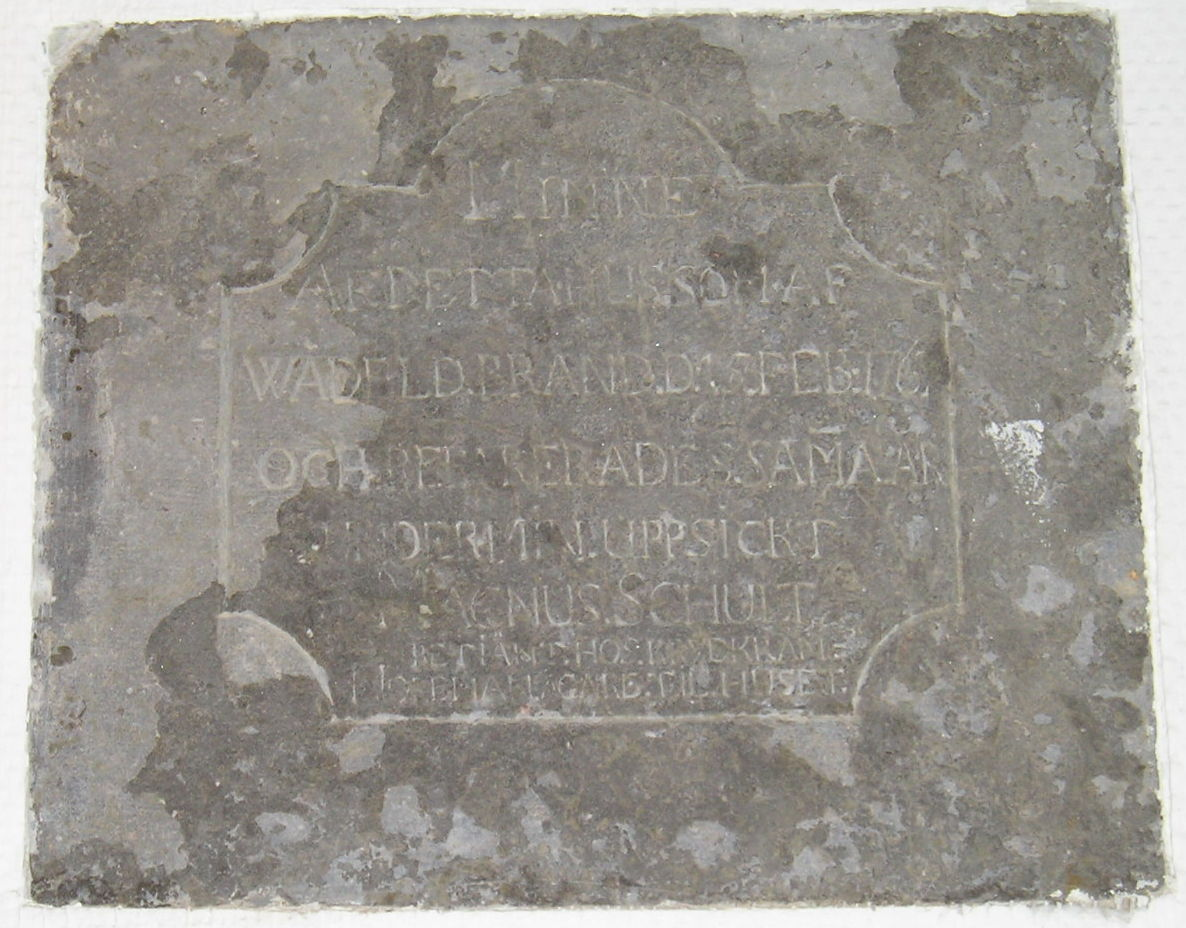
Minnestavla från branden.

En eldsvåda 1770 skadade huset, vilket en minnestavla i porten visar. Fasaden mot Baggensgatan fick troligen sitt nuvarande utseende då det reparerades efter branden. 
Redan 1771 hade det bytt ägare och innehades därefter av kryddkrämaren Jöns Flintenberg.
Detta år fanns på andra våningen åt Österlånggatan sex valv och stengolv, enligt en beskrivning från detta år. Man kan här misstänka resterna efter något katolskt kyrkorum. Rummen hade gipstak, trägolv och blå och vita kakelugnar. Med en vit och kolorerad kakelugn som där nämns, torde man kunna identifiera en ännu i början av 1900-talet bevarad flat kakelugn med rokokoöverstycke, dekorerad på varje kakel med porslinsfigurer: fågel, parasoll, staket i gult, lila och grönt. (Inga kakelugnar finns kvar numera). Jöns Flintenberg sålde huset 22 november 1799 till sin svärson, kryddkrämaren Lorens Wilhelm Berger.

## 1800-talet
1860 flyttades stenen, med Anders Keith och Elisabeth Birgersdotter Grips vapen, från Österlånggatan till Baggensgatan.

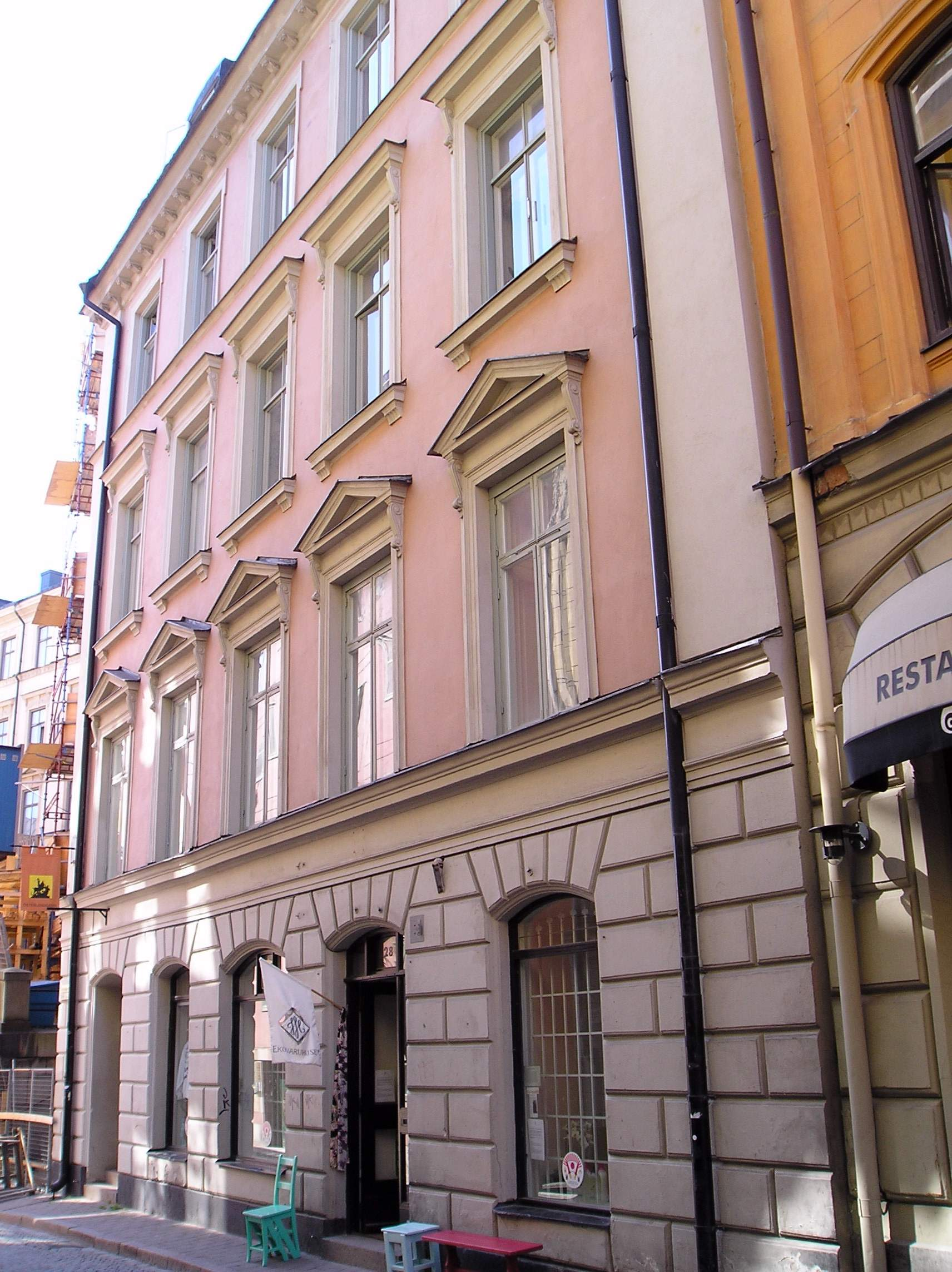
Fasaden åt Österlånggatan.

1874 ägde en ombyggning rum och fasaden mot Österlånggatan fick sin gipsutsmyckning och vinden fick takkupor. Ägare var då handlanden A. Bölmark.

## 1900-talet
Hela huset totalrenoverades 1969-1970. Bland annat förnyades trapphuset, nya stammar, nytt elsystem och kablar, ombyggnad av vindsvåningen och vissa förstärkningar i bottenvåningen mot Österlånggatan. Om man ser till äldre ritningar så ändrades det på samtliga plan och alla kakelugnar revs ut. Samtidigt begärde grannhuset att få bygga restaurang (nuvarande Magnus Ladulås).

## 2000-talet
2006 innehöll huset 15 lägenheter och en butik (Ekovaruhuset). Av det ursprungliga huset som byggdes 1336 finns förmodligen kvar endast källarvalven och möjligen delar av bottenvåningen och dess tak.